# Chincul
Чинку́ль (исп. Chincul) — аргентинская авиастроительная компания. Бывший аргентинский дистрибьютор Piper Aircraft, ныне структурное подразделение многопрофильной компании «Ла Макарена». Занимается техническим обслуживанием самолётов «Пайпер» собственной сборки.

## История
Завод компании располагался в Посито, близ Сан-Хуана, и занимал площадь 14 тыс. м2.
В период с 1977 по 1980 год на заводе в Сан-Хуане работало 500 человек, компания производила по лицензии 12 различных моделей самолётов, некогда была ведущим экспортирующим предприятием Сан-Хуана и крупнейшим частным авиапроизводителеи Латинской Америки. В 1977-79 компанией был разработан и испытан учебно-тренировочный самолёт Chincul Arrow. Планировались производство и замена им иностранных аналогов в ВВС Аргентины, но, по политическим мотивам проект был закрыт. Общее количество произведённых самолётов составило 960 штук.
В конце 1980-х тяжёлое экономическое положение Аргентины и основного партнёра — Piper Aircraft, привели к сокращению производства. А экономический кризис 1999—2001 гг. окончательно добил «Чинкуль», и в 2001 компания объявила себя банкротом.

## Продукция

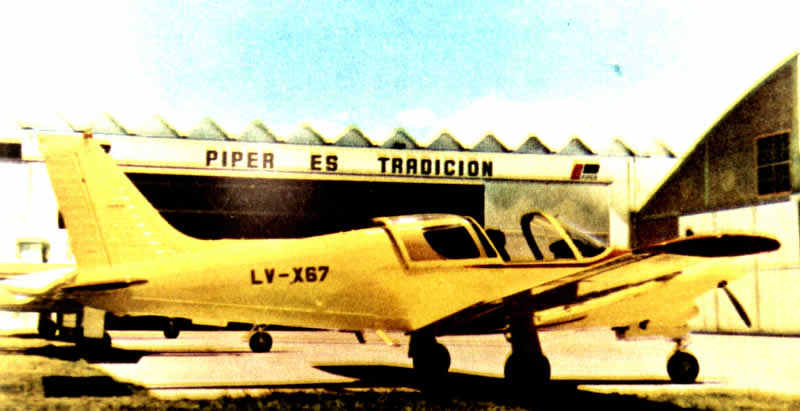
Chincul Arrow. 1977

Компания производила по лицензии самолёты Piper:
- Piper PA-28 Cherokee[6]
- Piper PA-31 Navajo
- Piper PA-32R — 26 штук[8] и др.,

а также вертолёты Bell 212 и Bell 412.
Часть продукции была поставлена в ВВС Аргентины.